# مایک پیتس
مایک پیتس (انگلیسی: Mike Pitts؛ زادهٔ) انسان‌شناس، باستان‌شناس، و روزنامه‌نگار متخصص در پیشاتاریخ جزیره بریتانیا است. او در سال‌های ۱۹۷۹ و ۱۹۸۰ رهبری کاوش‌ها در استون‌هنج و در سال ۲۰۰۸ مدیریت کاوش یکی از گودال‌های اوبری استون‌هنج را بر عهده داشت. او به‌کرات در رادیوی بی‌بی‌سی به عنوان منتقد و باستان‌شناس حضور یافته‌است.